# Леопардс (футбольный клуб, Долизи)
«Леопардс» (фр. Athlétic Club Léopards de Dolisie) — конголезский футбольный клуб из Лубомо. Выступает в Премьер-лиге Конго. Основан в 1953 году. Домашние матчи проводит на стадионе «Дени Сассу Нгессо», вмещающем 20 000 зрителей.

## История
«Леопардс» является одним из сильнейших конголезских клубов начала десятых годов 21 века. На внутренней арене клуб из Лубомо трижды подряд становился вице-чемпионом страны в 2009, 2010 и 2011 годах, а в сезоне 2012 оформил своё первое чемпионство, прервав полувековую чемпионскую гегемонию клубов из Браззавиля и Пуэнт-Нуара. В те же самые временные отрезки «Леопардс» четырежды становились обладателями Кубка Конго и дважды — Суперкубка Конго. В «золотой» для себя 2012 год клуб из Лубомо также одержал свою первую победу и на международной арене — победив в Кубке Конфедерации, став вторым конголезским клубом после «КАРА» за всю историю, когда-либо побеждавшим в афрокубках. В 2013 году клуб сделал «золотой дубль», выиграв Чемпионат и Кубок страны.

## Достижения

### Местные
- Чемпион Конго — 4 (2012, 2013, 2016)

- Обладатель Кубка Конго — 4 (2009, 2010, 2011, 2013, 2016)

- Обладатель Суперкубка Конго — 2 (2009, 2011)

### Международные
- Обладатель Кубка Конфедерации КАФ — 1 (2012)